# スタンウェル・ムーア
スタンウェル・ムーア (Stanwell Moor) は、イングランド南東部サリー州スペルソーン行政区（バラ）にある村。ロンドン・ヒースロー空港の近くを走るM25の東側、スタンウェルの集落の西に位置している。領域内にはコルン川 (River Colne) が流れている。村の南にはジョージ6世貯水池 (King George VI Reservoir) があり、西にはレイズバリー貯水池 (Wraysbury Reservoir) がある。

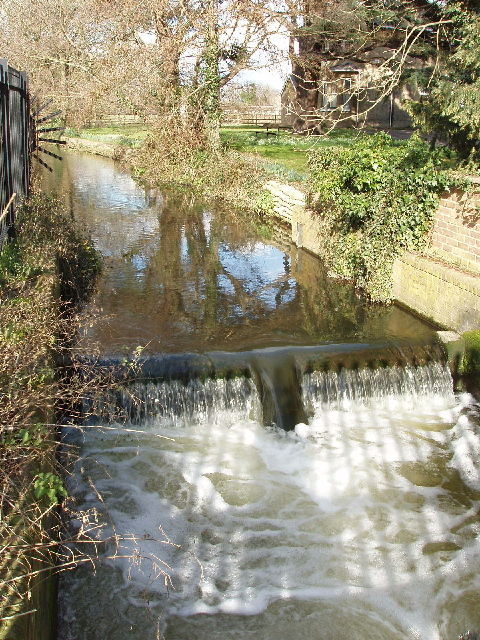
集落を流れるコルン川の堰

かつては農業とともに、水車による製粉業が盛んに行われた歴史があり、現在も農村的景観が残っている。

## 著名な住民
- Sir Allen Lane - ペンギン・ブックスの創業者[3]。